# Gare centrale de Novossibirsk
La gare centrale de Novossibirsk (en russe : Новосибирск-Главный, Novosibirsk-Glavni) est une gare ferroviaire russe, située dans la ville de Novossibirsk, dans l'oblast de Novossibirsk, en Russie. C'est l'une des gares de Russie les plus grandes. Elle occupe une superficie d'environ 30000 m2 et peut accueillir jusqu'à 3900 passagers à la fois.

## Histoire
La construction de la gare sur la rive droite de l'Ob a commencé en mai 1893. Le 1er décembre 1894, la circulation des trains vers la station de Bolotnaya a été ouverte.
Le bâtiment de la première gare de la ville était situé à 9 kilomètres de Krivoschekovo.
On y a aussi construit un dépôt de locomotives, une église, une école pour la formation des enfants et un hôpital. Environ 450 ouvriers travaillaient à la gare.
En 1897, la construction d'un pont ferroviaire sur le fleuve a été finie, la gare de la ville a été reliée au réseau ferroviaire du pays.
En 1909, la gare d'Ob a été rebaptisé Novonikolaevsk I-Passager, en 1924 Novonikolaevsk-Passager et en 1926 Novosibirsk-Passager, en raison du changement de nom de la ville.
En 1929, la Société d'architecture de Moscou a lancé un concours de projets pour la construction d'un nouveau bâtiment de la gare à Novossibirsk. L'architecture de la gare devait être laconique, dans le style du constructivisme. Dans la solution volumétrique et spatiale du bâtiment, on peut apercevoir l'image d'une locomotive à vapeur se dirigeant vers l'est.
La gare a été mise en service par la Commission d'état le 25 janvier 1939.
En 2006, un pavillon de banlieue avec une tour d'horloge a été construit au sud du bâtiment principal de la gare.

## Service des voyageurs

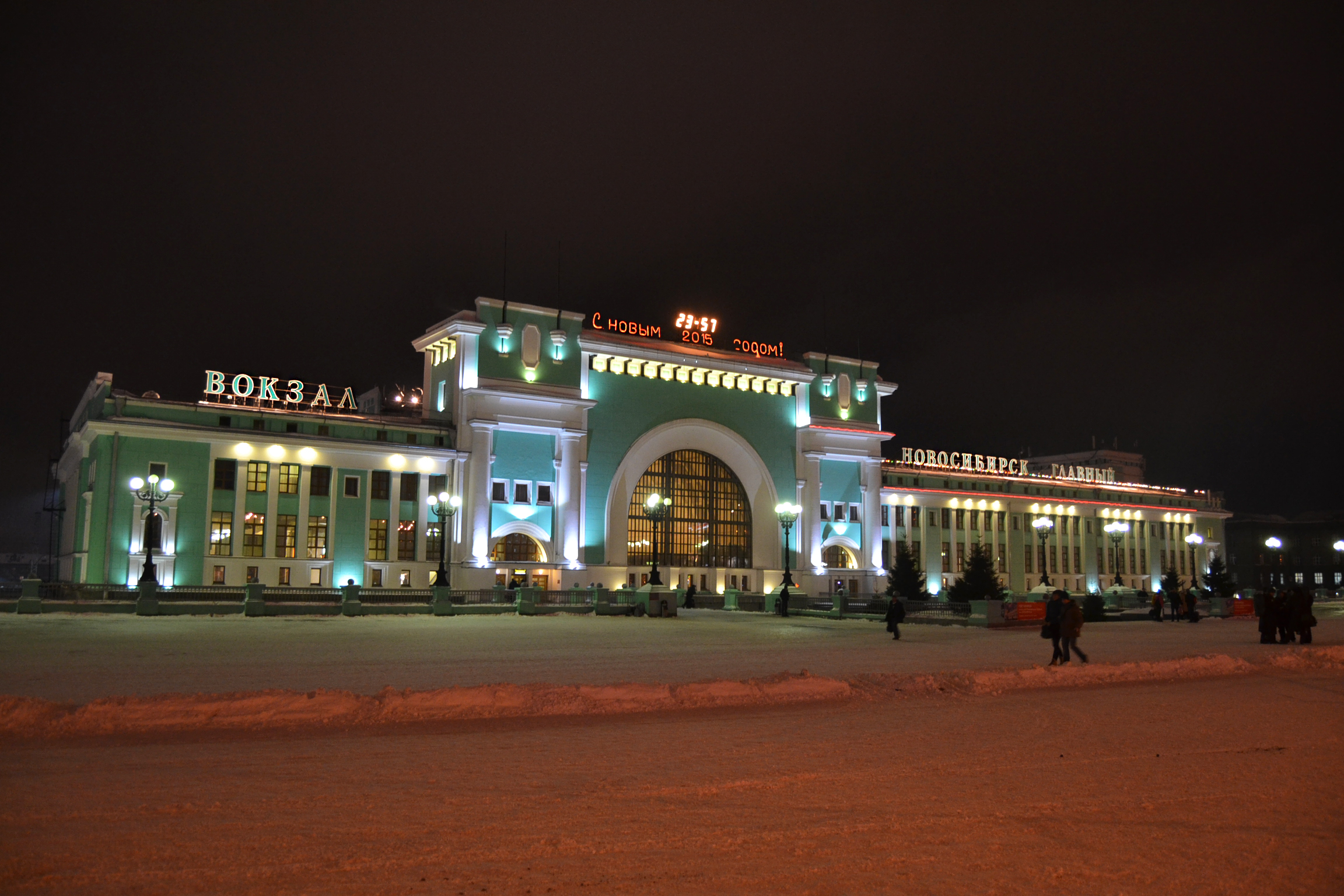
Bâtiment de la gare la nuit